# Núcleo del demonio

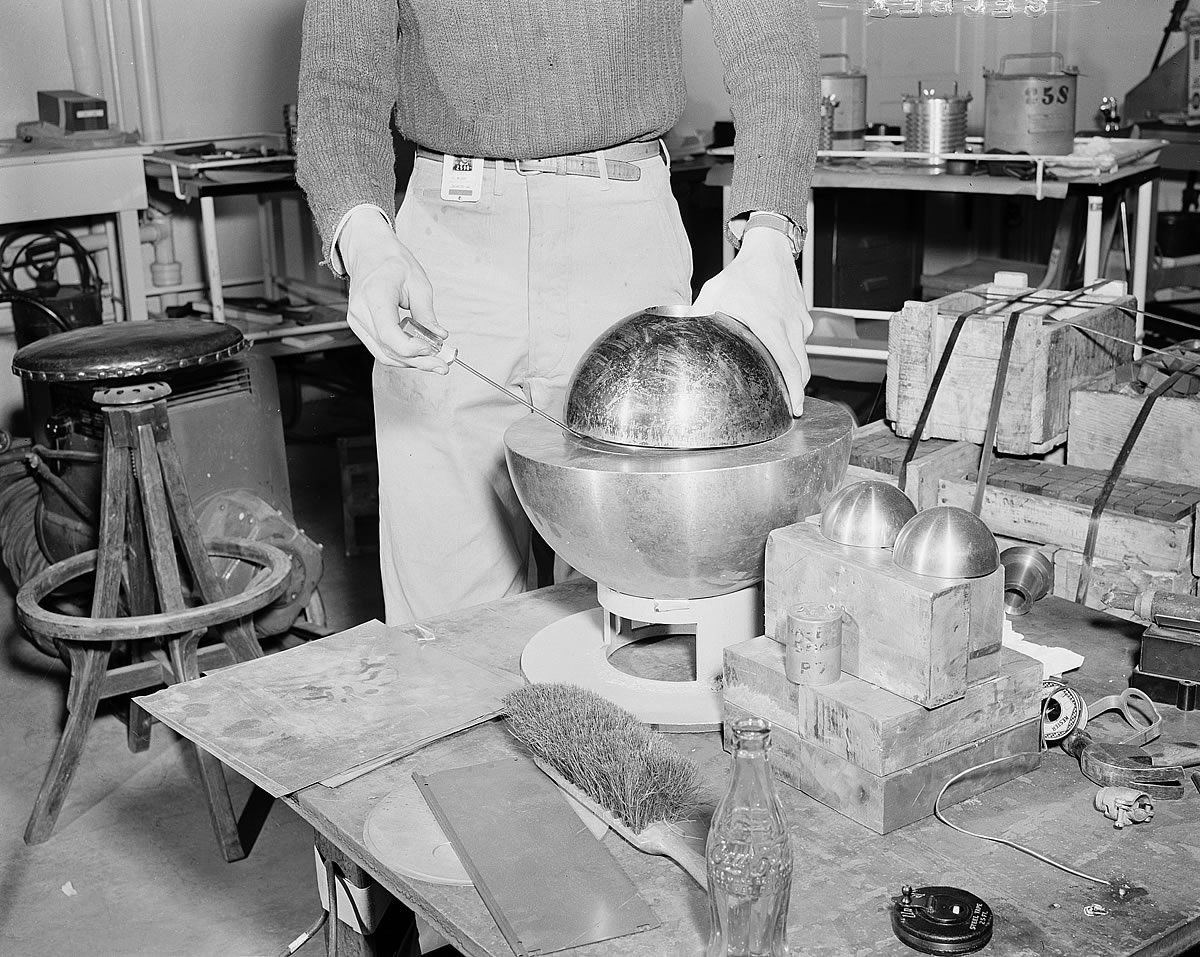
Una recreación del incidente del año 1946. Se puede ver la media esfera, pero no el núcleo en el interior. Obsérvese el hemisferio de berilio levantado por un destornillador.

El Núcleo del Demonio (Demon core, en inglés) fue el sobrenombre aplicado a una masa subcrítica de plutonio de forma esférica con un peso de 6,2 kg que accidentalmente alcanzó la masa crítica en dos eventos separados dentro del Laboratorio Nacional Los Álamos en los años 1945 y 1946. Cada incidente tuvo como resultado la irradiación aguda, envenenamiento y subsecuente muerte de un científico. Después del segundo incidente el objeto fue bautizado «núcleo del Demonio».

## Accidentes
El 21 de agosto de 1945, el núcleo de plutonio produjo una ráfaga de radiación ionizante que alcanzó directamente a Harry Daghlian, un físico que cometió el error de trabajar solo en experimentos de reflexión de neutrones con el núcleo. Éste fue colocado dentro de una pila de ladrillos de tungsteno, reflectores de neutrones, para que el ensamble se acercara a la masa crítica. Mientras intentaba colocar un ladrillo alrededor del ensamble, lo dejó caer accidentalmente en el núcleo, lo cual convirtió a éste en una masa supercrítica. A pesar de retirar el ladrillo rápidamente, Daghlian recibió una dosis fatal de radiación.
Nueve meses después, el 21 de mayo de 1946, el físico canadiense Louis Slotin y otros científicos se encontraban en el Laboratorio de Los Álamos realizando una demostración que implicaba la generación de una reacción de fisión al colocar dos semiesferas de berilio (material reflector de neutrones) alrededor del mismo núcleo de plutonio que había matado a Daghlian. La mano de Slotin portaba un destornillador que separaba los hemisferios teniéndolos parcialmente cerrados. Repentinamente el destornillador resbaló, los hemisferios se cerraron completamente y el núcleo alcanzó el nivel supercrítico, liberando una alta dosis de radiación. Slotin separó rápidamente las dos mitades, deteniendo la reacción en cadena y salvando inmediatamente las vidas del resto de los científicos en el laboratorio. Louis Slotin murió nueve días después de envenenamiento agudo por radiación.

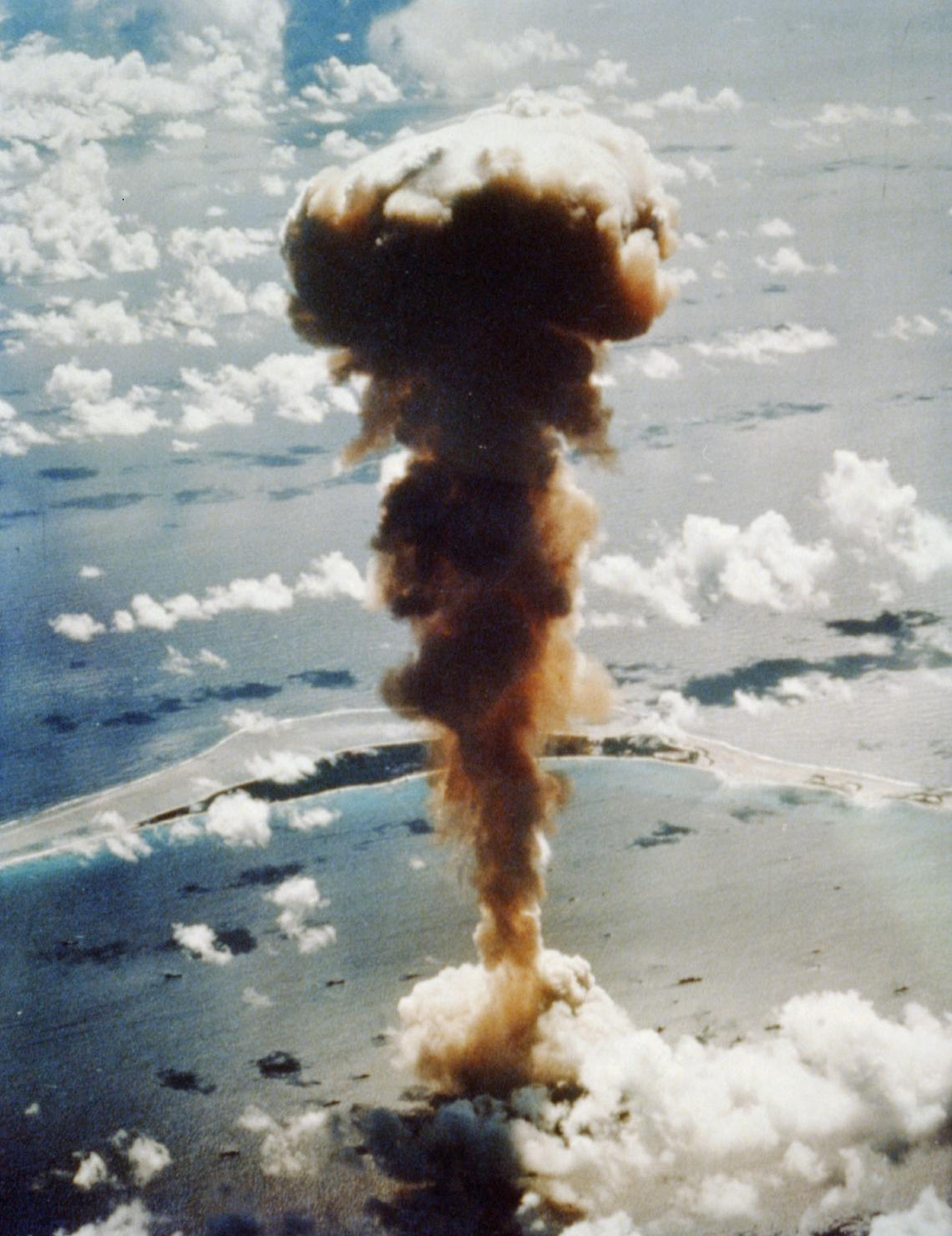
La explosión de la bomba Able, que utilizó el Núcleo del Demonio.

Se consideró la posibilidad de usar el núcleo del demonio en otra bomba atómica contra Japón. Sin embargo fue detonado el 1 de julio de 1946 en la prueba de bomba atómica Able en el marco de la operación Crossroads, mostrando que los sucesos de criticidad de Daghlian y Slotin ayudaron a comprender la eficiencia del arma atómica.